# Contea di Pinal
La contea di Pinal, in inglese Pinal County, è una contea dello Stato dell'Arizona, negli Stati Uniti. La popolazione al censimento del 2000 era di 179.727 abitanti. Il capoluogo di contea è Florence.

## Geografia fisica
Lo United States Census Bureau certifica che l'estensione della contea è di 13.919 km², di cui 13.907 km² composti da terra e i rimanenti 12 km² composti di acqua.
La regione orientale è caratterizzata da un territorio montuoso, mentre la parte occidentale è prevalentemente desertica. La contea ospita diverse aree nazionali protette, tra cui la foresta nazionale di Coronado.
Contiene inoltre parte delle seguenti riserve: Nazione Tohono O'odham, Riserva della comunità Gila, Riserva Apache San Carlos e Comunità Ak-Chin.

## Contee confinanti
- Contea di Maricopa - nord, ovest
- Contea di Gila - nord
- Contea di Graham - est
- Contea di Pima - sud

## Storia
La contea venne costituita il 1º febbraio 1875 da parte dei territori delle contee di Maricopa e Pima. Deve il suo nome alle montagne Pinal.

## Comuni
| - Ak-Chin Village - Apache Junction - city - Arizona City - Blackwater - Cactus Forest - Campo Bonito - Casa Grande - city - Catalina - Chuichu - Coolidge - city - Dudleyville - Eloy - city - Florence - town - Gold Canyon | - Goodyear Village - Hayden - Kearny - town - Kohatk - Lower Santan Village - Mammoth - town - Marana - town - Maricopa - city - Oracle - Picacho - Queen Creek - town - Queen Valley - Red Rock - Sacate Village - Sacaton | - Sacaton Flats Village - Saddlebrooke - San Manuel - Santa Cruz - San Tan Valley - Stanfield - Stotonic Village - Superior - town - Sweet Water Village - Tat Momoli - Top-of-the-World - Upper Santan Village - Vaiva Vo - Winkelman - town - Wet Camp Village |